# Prinsessegade
Prinsessegade er en ældre gade på Christianshavn (København). Den hed oprindeligt Prinsensgade, men blev omdøbt i 1859 for at undgå forveksling med en anden gade af samme navn.

## Industri og erhverv
I gadens vestlige ende lå tidligere flere fabrikker, herunder Thomas Potters jernstøberi, der blev grundlagt omkring 1769 på Applebys Plads. I 1700-tallet lå der også et traktørsted med en serveringshave, hvor der både blev holdt tyrefægtninger og vist vilde dyr i et menageri.

## Værtshusliv og kultur
Prinsessegade var kendt for at have mange værtshuse. Ét af de mest kendte var Falken, der lå på hjørnet af Prinsessegade og Torvegade. Selvom bygningen blev opført i 1906, bærer den stadig navnet Falken, opkaldt efter Frederik den 7.'s lystyacht.

## Velgørenhed og arkitektur
På hjørnet af Sofiegade ligger Marie Kofoeds Kollegium, opført i 1859 efter hendes død. Marie Kofoed brugte sin afdøde mands formue på velgørenhed og oprettede flere sociale projekter i København. Ejendommen Prinsessegade 10-14 blev opført i 1700-tallet som bryggergård. Her boede kunstmaleren Edvard Weie (1879-1943), der malede flere motiver fra Christianshavn.

## Historiske funktioner
I 1600- og 1700-tallet var den østlige ende af Prinsessegade endnu ikke tæt bebygget. Området omkring Vor Frelsers Kirke blev brugt til at oplagre latrin i åbne gruber, hvilket må have givet en ubehagelig lugt. I 1750’erne etablerede arkitekten Philip de Lange et salpeterværk på grunden overfor kirken. Salpeteret blev brugt til krudtfremstilling, og værket udvandt det bl.a. fra døde dyr. Philip de Lange byggede en bolig ved siden af værket, som stadig eksisterer og nu bruges af Christianshavns Skole.

## Tobaksindustrien
I 1800-tallet husede Prinsessegade to store tobaksfabrikker. Brdr. Brauns Tobaksfabrik, grundlagt i 1814 af Hans Jacob Braun. Den flyttede senere til Strandlodsvej på Amager i 1927. E. Nobels Tobaksfabrik, der blev etableret i 1806 og senere flyttede til Frederiksberg og Christianshavn. Den lukkede i 1969, hvorefter bygningen kortvarigt blev besat af slumstormere og omdøbt til Projekt Fabrik.
I 2000 blev en del af de gamle fabriksbygninger erstattet af etageejendommen "Hundredeårshuset", tegnet af Tegnestuen Vandkunsten for boligselskabet AKB.